# 乔瓦尼·斯帕多利尼
乔瓦尼·斯帕多利尼（Giovanni Spadolini，1925年6月21日—1994年8月4日），意大利自由主义政治家，第45位意大利总理、报纸编辑、记者和著名的历史学家。

## 生平
斯帕多利尼出生于佛罗伦萨。作为一个记者，他有时用假名乔瓦尼·达莱·班德·内雷(Giovanni dalle Bande Nere)，在进入政坛之前，从1968年到1972年他是意大利《晚邮报》(Il Corriere della Sera)的编辑。
1974年到1976年斯帕多利尼担任文化部长，1979年到1987年任意大利共和党的领导人，1981年到1982年担任意大利总理約兩年，打破意大利共和国1946年成立以来意大利天主教民主党垄断总理的局面。
1987年到1994年4月他担任意大利参议院议长，1994年在选举中以一票之差失去议长职位。四个月后，年8月4日在罗马去世。
| 官衔                              | 官衔                                                          | 官衔                                |
| --------------------------------- | ------------------------------------------------------------- | ----------------------------------- |
| 前任： 没有，职务成立             | 意大利文化部长 1974–1976                                      | 繼任： 马里奥·佩迪尼                |
| 前任： 马里奥·佩迪尼              | 意大利公共事务部长 1979                                       | 繼任： 萨尔瓦托雷·瓦利图蒂          |
| 前任： 阿纳尔多·福拉尼            | 意大利总理 1981–1982                                          | 繼任： 阿明托雷·范范尼              |
| 前任： 莱利奥·拉戈里奥            | 意大利国防部长 1983–1987                                      | 繼任： 雷莫·加斯帕里                |
| 意大利共和国参议院                |                                                               |                                     |
| 前任者： Title jointly held       | 伦巴第参议院参议员 议会席位: VI, VII, VIII, IX, X 1972 – 1991 | 繼任者： Title jointly held         |
| 前任者： Title jointly held       | 参议院终身参议员 议会席位: X, XI, XII 1991 – 1994             | 繼任者： Title jointly held         |
| 前任： 乔瓦尼·弗朗西斯科·马尔戈迪 | 意大利参议院议长 1987 – 1994                                  | 繼任： 卡洛·斯科尼亚米格利奥·帕西尼 |
| 政党职务                          |                                                               |                                     |
| 前任者： 奥多·比亚西尼            | 意大利共和党书记 1979 - 1987                                  | 繼任者： 乔治奥·拉马尔法            |
| 前任者： 没有，党团建立           | 共和党议会党团领袖 1977 – 1979                                | 繼任者： 比亚吉奥·平托              |